# Monumento a Chicuelo II
El monumento a Chicuelo II es una escultura taurina situada en la ciudad española de Albacete.
Representa al legendario torero albaceteño Chicuelo II, al que homenajea, dando un pase con la muleta. 
Fue inaugurada en 1961. Está realizada en piedra por el escultor Fernando Colominas. Se encuentra elevada sobre un pedestal que constituye su base. 
Está localizada junto a la puerta grande de la plaza de toros de Albacete, en la calle Feria de la capital albaceteña.